# Coon Rapids (Minnesota)
Coon Rapids es una ciudad situada en el condado de Anoka, Minnesota, Estados Unidos. Tiene una población estimada, a mediados de 2022, de 62 785 habitantes.

## Geografía
La ciudad está ubicada en las coordenadas 45°10′35″N 93°18′41″O / 45.17639, -93.31139. Según la Oficina del Censo de los Estados Unidos, tiene una superficie total de 60.43 km², de la cual 58.53 km² corresponden a tierra firme y 1.90 km² están cubiertos de agua.

## Demografía
Según el censo de 2020, en ese momento la ciudad tenía una población de 63 599 habitantes. La densidad de población era de 1086.61 hab./km². El 73.66% de los habitantes eran blancos, el 10.37% eran afroamericanos, el 0.72% eran amerindios, el 6.11% eran asiáticos, el 0.03% eran isleños del Pacífico, el 2.16% eran de otras razas y el 6.94% eran de una mezcla de razas. Del total de la población, el 4.71% eran hispanos o latinos de cualquier raza.